# Campiglossa venezolensis
Campiglossa venezolensis är en tvåvingeart som först beskrevs av Erich Martin Hering 1939.  Campiglossa venezolensis ingår i släktet Campiglossa och familjen borrflugor.
Artens utbredningsområde är Venezuela. Inga underarter finns listade.